# 胡錦鳥
胡錦鳥（学名：Chloebia gouldiae），俗稱七彩文鳥，由於種名是英國鳥類學家約翰·古爾德為了紀念已故的妻子伊莉莎白（Elizabeth Gould）而命名，因此又被稱為古爾德雀或格爾丹雀（Gouldian finch）。胡錦鳥是澳洲的特有種，僅零星分布於澳洲大陸北部，分布範圍僅約78.8萬平方公里。由於羽色鮮艷，是很受歡迎的寵物鳥。但據國際鳥盟估計，現今野生胡錦鳥僅剩2,400隻左右，雖然數量尚沒有減少的趨勢，但已被國際自然保護聯盟列為近危物種。
著名的電腦顯示器廠商ViewSonic即是以三隻胡錦鳥作為商標。

## 同科鳥類
- 斑文鳥
- 白腰文鳥
- 白喉文鳥
- 黑頭文鳥
- 十姊妹
- 文鳥
- 斑胸草雀